# George Dzundza
George Dzundza (ukrainisch Джордж Дзундза/Dschordsch Dsundsa; * 19. Juli 1945 in Rosenheim, Deutschland) ist ein US-amerikanischer Schauspieler mit ukrainischen und polnischen Wurzeln.

## Leben
Dzundza wurde im Jahr 1945 als Sohn eines Ukrainers und einer Polin, die von den Nazis zur Zwangsarbeit in Deutschland verpflichtet waren, in einem bayerischen Flüchtlingslager geboren. Nach einigen Jahren, die die Familie in Amsterdam verbrachte, wanderte sie 1956 in die USA aus.
Eine seiner ersten großen Rollen spielte Dzundza 1978 in Die durch die Hölle gehen als Barmann John an der Seite von Robert De Niro, Christopher Walken und Meryl Streep. In der ersten Staffel der Fernsehserie Law & Order spielte er von 1990 bis 1991 die Rolle des Sergeant Max Greevey, verließ die Serie aber wegen Streitigkeiten um die Qualität der Drehbücher und aus familiären Gründen nach der ersten Staffel. Neben seiner Mitwirkung in der Sitcom Jesse war er außerdem Sprecher in den Batman- und Superman-Comicserien.
In diversen Spielfilmen trat Dzundza in Nebenrollen auf, unter anderem in Basic Instinct an der Seite von Michael Douglas, in No Way Out – Es gibt kein Zurück neben Kevin Costner und Gene Hackman. Im Jahr 1995 spielte er, erneut neben Hackman, den Chief of the Boat eines U-Boots in Crimson Tide – In tiefster Gefahr, in dem auch Denzel Washington und Viggo Mortensen mitwirkten, und trat in dem High-School-Drama Dangerous Minds auf. Hinzu kommen Auftritte in verschiedenen Serien. Sein Schaffen umfasst mehr als 80 Produktionen. Zuletzt trat er in den Jahren 2010/2011 in Erscheinung.
Dzundza ist verheiratet und hat drei Kinder.

## Filmografie (Auswahl)
- 1973: Massage Parlor Murders!
- 1974: Kung Fu (Fernsehserie, Folge 2x17 Caine und das Zeichen der Eule)
- 1975: Abenteuer der Landstraße (Movin' On, Fernsehserie, Folge 2x02)
- 1975: Starsky & Hutch (Fernsehserie, Folge 1x04)
- 1975: Die Waltons (The Waltons, Fernsehserie, Folge 4x11)
- 1975: Grady (Miniserie, 3 Folgen)
- 1977: Die Straßen von San Francisco (The Streets of San Francisco, Fernsehserie, Folge 5x24)
- 1978: Die durch die Hölle gehen (The Deer Hunter)
- 1979: Brennen muss Salem (Salem’s Lot, Miniserie, 2 Folgen)
- 1981: Da steht der ganze Freeway kopf (Honky Tonk Freeway)
- 1981: Kreuz der Gewalt (Skokie, Fernsehfilm)
- 1981: Der lange Weg nach Hause (A Long Way Home, Fernsehfilm)
- 1981–1982: Open All Night (Fernsehserie, 13 Folgen)
- 1983: Windhunde (Streamers)
- 1984: Angriff ist die beste Verteidigung (Best Defense)
- 1985: Rape – Die Vergewaltigung des Richard Beck (The Rape of Richard Beck, Fernsehfilm)
- 1985: Die feindlichen Zwillinge (Brotherly Love, Fernsehfilm)
- 1985: Protokoll einer Hinrichtung (The Execution of Raymond Graham, Fernsehfilm)
- 1986: Gnadenlos (No Mercy)
- 1987: No Way Out – Es gibt kein Zurück (No Way Out)
- 1987: No Man’s Land – Tatort 911 (No Man’s Land)
- 1987: Crime Story (Fernsehserie, Folge 2x09)
- 1988: Zeit des Grauens (Something Is Out There, Miniserie, 2 Folgen)
- 1988: Bestie Krieg (The Beast)
- 1989: Vom Haß besessen (Cross of Fire, Fernsehfilm)
- 1990: Impulse – Von gefährlichen Gefühlen getrieben (Impulse)
- 1990: Weißer Jäger, schwarzes Herz (White Hunter Black Heart)
- 1990–1991: Law & Order (Fernsehserie, 22 Folgen)
- 1991: Der Mann ihrer Träume (The Butcher’s Wife)
- 1992: Im Netz des Syndikats (What She Doesn't Know, Fernsehfilm)
- 1992: Basic Instinct
- 1993: Animaniacs (Webserie, Folge 1x22, Stimme)
- 1993–1995: Batman (Batman: The Animated Series, Fernsehserie, 6 Folgen, Stimme)
- 1994: Matlock (Fernsehserie, Folge 8x17 Der Fall Oda)
- 1994: Der Feind in den eigenen Reihen (The Enemy Within, Fernsehfilm)
- 1995: Crimson Tide – In tiefster Gefahr (Crimson Tide)
- 1995: Dangerous Minds – Wilde Gedanken (Dangerous Minds)
- 1996: Jagdgründe des Verbrechens (The Limbic Region, Fernsehfilm)
- 1996–1999: Superman: The Animated Series (Fernsehserie, 10 Folgen, Stimme)
- 1997: Dieser verflixte Kater (That Darn Cat)
- 1998: Batman & Mr. Freeze – Eiszeit (Batman & Mr. Freeze: SubZero, Stimme)
- 1998: Species II
- 1998–1999: Jesse (Fernsehserie, 20 Folgen)
- 1999: Instinkt (Instinct)
- 2000: Ketten der Vergangenheit (Above Suspicion)
- 2000: Ein Hauch von Himmel (Touched by an Angel, Fernsehserie, Folge 7x06)
- 2000: Third Watch – Einsatz am Limit (Third Watch, Fernsehserie, Folge 2x08)
- 2001: Tod auf Abruf (Determination of Death, Fernsehfilm)
- 2002: City by the Sea
- 2002–2003: Hack – Die Straßen von Philadelphia (Hack, Fernsehserie, 22 Folgen)
- 2005: Stargate – Kommando SG-1 (Stargate SG-1, Fernsehserie, Folge 8x18 Jim)
- 2005–2007: Grey’s Anatomy (Fernsehserie, 7 Folgen)
- 2009: The Beast (Fernsehserie, Folge 1x02)
- 2010: The Chosen One
- 2011: Danni Lowinski (amerikanischer Fernsehfilm)